# Wilhelm von Hohenau
Wilhelm von Hohenau (Berlín, 27 de novembre de 1884 – Hamburg, 11 d'abril de 1957) va ser un graf i genet alemany que va competir a començaments del segle xx.
Era el segon fill de Friedrich von Hohenau, net del príncep Albert de Prússia i cosí segon de l'emperador Guillem II.
El 1912 va prendre part en els Jocs Olímpics d'Estocolm, on va guanyar la medalla de bronze en la prova de salts d'obstacles per equips del programa d'hípica, formant equip amb Sigismund Freyer, Ernst Deloch i Frederic Carles de Prússia, amb el cavall Pretty Girl; mentre en la prova individual fou sisè. A banda d'aquest èxit, entre 1920 i 1933 guanyà 227 torneigs per tot Europa.